# Luftmassa

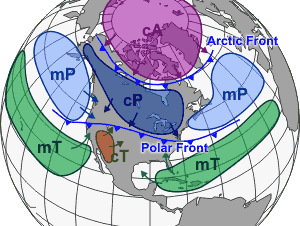
Olika typer av luftmassor över Nordamerika och angränsande kontinenter. Gränsen mellan de olika luftmassorna utgör väderfronter. cA = kontinental arktikluft, cP = kontiental polarluft, mP = maritim polarluft, cT = kontinental tropikluft och mT = maritim tropikluft

En luftmassa är ett grundläggande meteorologiskt begrepp som beskriver en luftmängd över en stor yta med homogen temperatur och luftfuktighet. Luftmassan bildas av att den under en lång tid befinner sig över ett specifikt område varefter den senare förflyttas från detta område. Olika luftmassor separeras av fronter.
Luftmassor benämns efter de områden där de bildas (Se tabell). 
| Huvudgrupp | Undergrupp                           | Ursprungsområde                                                 | Egenskaper i ursprungsområde                                                                            |
| ---------- | ------------------------------------ | --------------------------------------------------------------- | --- |
| Polarluft  | Maritim polarluft (mP)               | Oceaner högre latituder än 50 °.                                | Kylig, relativt fuktig, instabil                                                                        |
|            | Kontinental polarluft (cP)           | Kontinenter i närheten av polarcirkeln                          | Kall och torr, yrket stabil                                                                             |
|            | Arktik- (A) eller Antarktikluft (AA) | Polarområdena                                                   | Kall och torr, yrket stabil                                                                             |
| Tropikluft | Maritim tropikluft (mT)              | Passadvindbältet och de subtropiska oceanerna                   | Fuktig och varm, varierande stabilitet, stabil på östra sidan av oceanerna, relativt instabil på västra |
|            | Kontinental tropikluft (cT)          | Låg altituder, huvudsakligen Sahara och Australiens ökenområden | Varm och mycket torr, instabil                                                                          |
|            | Maritim ekvatorialluft (mE)          | Oceanerna vid ekvatorn                                          | Varm och fuktig, generellt något instabil                                                               |